# Narsingdi Sadar
Narsingdi Sadar è un sottodistretto (upazila) del Bangladesh situato nel distretto di Narsingdi, divisione di Dacca. Si estende su una superficie di 213,44 km² e conta una popolazione di  251.335 abitanti (dato censimento 1991).